# ماليا هوساكا
ماليا هوساكا (بالإنجليزية: Malia Hosaka)‏ هي مصارعة محترفة أمريكية، ولدت في 7 أكتوبر 1969 في هونولولو في الولايات المتحدة.

## وصلات خارجية
- ماليا هوساكا على موقع WrestlingData.com (الإنجليزية)
- ماليا هوساكا على موقع CageMatch worker (الإنجليزية)
- ماليا هوساكا على موقع قاعدة بيانات المصارعة على الإنترنت (الإنجليزية)
- ماليا هوساكا على موقع عالم المصارعة على الإنترنت (الإنجليزية)
- ماليا هوساكا على موقع IMDb (الإنجليزية)
- ماليا هوساكا على موقع قاعدة بيانات الفيلم (الإنجليزية)